# 牛皮消蓼
牛皮消蓼（学名：Fallopia cynanchoides）为蓼科何首乌属下的一个种。

## 扩展阅读
- 維基物種上的相關：牛皮消蓼